# Rio Paraibinha
O rio Paraibinha é um rio brasileiro que banha o estado da Paraíba. Etimologicamente, paraibinha provém da junção do tupi-guarani para e aiba (referindo-se ao Rio Paraíba como «rio ruim à navegação, impraticável») e o sufixo inho(a), que em português designa diminutivo.